# Heinrich Föhring
Heinrich Föhring (* ca. 1832 wohl in Hamburg; † 31. März 1907 ebenda) war ein Hamburger Jurist und Politiker.

## Leben
Föhring studierte ab 1850 Rechtswissenschaften an der Georg-August-Universität Göttingen und wurde dort Mitglied des Corps Hannovera. Er schloss sein Studium mit der Promotion zum Dr. jur. ab. Nach Abschluss der juristischen Ausbildung ließ er sich als Rechtsanwalt in seiner Heimatstadt Hamburg nieder, wurde dann jedoch im Zuge der Neuorganisation der Reichsjustiz 1879 Landgerichtsdirektor am Landgericht Hamburg.
Politisch engagierte sich Föhring 1859–62 als Abgeordneter der neu entstandenen Hamburgischen Bürgerschaft. Darüber hinaus war er von 1874 bis 1886 Mitglied der Oberschulbehörde, Kommissar für das Museum für Völkerkunde sowie die Sammlung für vorgeschichtliche Altertümer. Föhring war einer der Mitbegründer des Zoologischen Gartens in Hamburg und engagierte sich als Vorsitzender des Vereins für das Gefängniswesen.
Als Corpsstudent und Alter Herr seines Corps gehörte er im Jahr 1859 zu den Begründern des Academischen Clubs zu Hamburg. In der Zeit von 1859 bis 1884 war er 25 Jahre lang dessen „dominus praeses“, also Vorstandsvorsitzender. Sein Mitstreiter und Göttinger Corpbruder Johann Friedrich Voigt hielt etwas länger aus und blieb von 1859 bis zu seinem Tod 1920 im Amt des „dominus tertius“, also Sekretär. Der AC ist heute eine der ältesten Philistervereinigungen der Kösener Corps.

## Schriften
- Ein Blick auf das Fürsorgewesen für entlaßene Strafgefangene mit besonderer Berücksichtigung Deutschlands, Schulze, Oldenburg 1880